# Loyalist
Pour les articles homonymes, voir Loyalist (homonymie).
Loyalist est un canton au centre-est de l'Ontario, au Canada, sur les berges du lac Ontario. Loyalist est situé dans comté de Lennox et Addington et est fait de deux parties : celle sur la  terre ferme, et l'île Amherst. Il a été nommé ainsi en honneur aux Loyalistes (les colons vouant loyauté à la couronne britannique lors de la révolution américaine de 1775 à 1783) qui ont colonisé la région à la suite de la révolution américaine.
Loyalist a été fondé le 1er janvier 1998, lorsqu'a été procédé à la réunion de Amherst Island Township, Ernestown Township, et Bath Village.

## Communautés
Les principaux centres de vie à Loyalist sont Amherstview, Bath et Odessa. Les communautés plus petites sont Asselstine, Bayview, Emerald, Ernestown, Links Mills, McIntyre, Millhaven, Morven, Nicholsons Point, Stella, Storms Corners, Switzerville, Thorpe, Violet et Wilton. Puisque Loyalist demeure l'unique municipalité dans la région, la plupart des frontières de ces « villes » ne sont que le fait de la tradition, sans valeur officielle.

## Transports
La ville est desservie par les autoroutes provinciales Highway 401, Highway 2, et Highway 33.
Les transports en commun entre Amherstview et Kingston sont fournis par Kingston Transit.
Un bac à péage relie Millhaven (sur la terre ferme, à Ontario) à Stella (sur l'île d'Amherst). En juin 2012, un aller-retour en bac pour une voiture est au prix de 9 $. Le prix de la traversée est inférieur pour les bicyclettes et les motos, les piétons bénéficiant de la gratuité.

## Démographie
Langue maternelle :
- Anglais : 94.5%
- Français : 2.1%
- Anglais et Français : 0.1%
- Autre langue maternelle : 3.3%

Évolution de la population :
- Population en 2011 : 16 221
- Population en 2006 : 15 062
- Population en 2001 : 14 590
- Population en 1996 :
  - Amherst Island (canton) : 399
  - Bath (village) : 1 389
  - Ernestown (canton) : 12 763
- Population en 1991 :
  - Amherst Island (canton) : 401
  - Bath (village) : 1 257
  - Ernestown (canton) : 12 229

| 2001   | 2006   | 2011   | 2016   |
| ------ | ------ | ------ | ------ |
| 14 590 | 15 062 | 16 221 | 16 971 |